# Ray (Nottingham)
Ray is een historisch merk van motorfietsen.
De bedrijfsnaam was: W.H. Raven & Co. Ltd., Nottingham, later Leicester.
Ray was een Brits merk dat lichte motorfietsen met eigen 198cc-zijklepmotoren en 172cc-Villiers-Jardine-tweetakten bouwde.
Raven & Co was al een bekende fietsenfabriek toen ze in 1922 begon met de productie van haar eerste lichte motorfietsen. De 198cc-zijklepper had al een koppeling, een tweeversnellingsbak en een vliegwielmagneet. In 1924 kreeg de machine ook een kickstarter. In 1925 kwam er een tweede model: de TS Sports met de Villiers-motor met Jardine-versnellingsbak. De naam van het 198cc-model veranderde in Ray Super Lightweight.
In 1926 werd de productie beëindigd.